# Emmanuel Ntahomvukiye
Emmanuel Ntahomvukiye est un magistrat et homme politique burundais né en 1969 à Gitega. Vice-président de la Cour constitutionnelle du Burundi depuis décembre 2020, il fut ministre de la Défense nationale et des anciens combattants de 2015 à 2020.

## Biographie
Né en 1969 à Gitega, Emmanuel Ntahomvukiye est le fils de Bernard Kayoya et de Thérèse Berahino. Il fait ses études secondaires au lycée Ngagara puis au lycée Nyabiharage. De 1991 à 1997, il étudie à l'université du Burundi et obtient une licence de droit. 
Il commence sa carrière de magistrat au parquet de Makamba (1998-2002), puis entre au parquet de Bururi (2002-2004). Il devient ensuite inspecteur de la justice jusqu'en 2008. Puis de 2008 à 2009, il est conseiller à la Cour suprême.
De 2009 à 2011, il est président de la Cour anti-corruption, avant de devenir juge à la Cour spéciale des terres et autres biens jusqu'en mai 2015,.
Le 18 mai 2015, le ministre de la Défense nationale et des anciens combattants Pontien Gaciyubwenge est limogé après avoir participé à une tentative de coup d'État. Emmanuel Ntahomvukiye est alors nommé ministre à sa place par le président Pierre Nkurunziza, qui le juge « apolitique ». Premier civil à occuper ce poste depuis une cinquantaine d'années, il prend officiellement ses fonctions le 25 mai 2015,.
Il est remplacé à ce poste par Alain Tribert le 30 juin 2020. Quelques mois plus tard, le 21 décembre 2020, il est nommé vice-président de la Cour constitutionnelle du Burundi pour un mandat de 8 ans par le président Évariste Ndayishimiye.